# 觀瀾湖高爾夫球會
觀瀾湖高爾夫球會（英語：Mission Hills Golf Club），1992年12月18日成立，位於中國廣東省深圳市龙华區觀瀾街道，於2004年穫健力士世界紀錄大全確定為全世界最大的高爾夫球設施，擁有12個18洞的高爾夫球場（共216洞），佔地20平方（2,000公頃），比美國北卡羅萊納州的派恩赫斯特度假村更大。現任主席兼CEO為朱鼎健博士。

## 球場
| 球場名稱        | 設計者                              |
| --------------- | ----------------------------------- |
| 世界杯球場      | 傑克·尼克勞斯（ 美国）              |
| 維傑球場        | 維傑·辛格（ 斐济）                  |
| 尾崎將司球場    | 尾崎將司（ 日本）                   |
| 尼克費度球場    | 尼克·費度（ 英格兰）                |
| 艾斯球場        | 厄尼·艾斯（ 南非）                  |
| 張連偉球場      | 張連偉（ 中国）                     |
| 北戴球場        | 北·戴（ 美国）                      |
| 安妮卡球場      | 安妮卡·索倫斯坦（ 瑞典）            |
| 羅斯-保爾特球場 | 賈斯汀·羅斯、伊恩·保爾特（ 英格兰） |
| 利百特球場      | 大衛·利百特（ 英格兰）              |
| 奧拉沙寶球場    | 何塞·瑪利亞·奧拉沙寶（ 西班牙）     |
| 格諾曼球場      | 格·諾曼（ ）                        |